# شورای ریمینی
شورای آرمینیوم (انگلیسی: Council of Ariminum) همچنین پس از نام مدرن شهر به عنوان شورای ریمینی شناخته می‌شود، یک سینود در کلیسای مسیحی اولیه بود.
در سال ۳۵۸، امپراتور روم کنستانتیوس دوم از دو شورا درخواست کرد، یکی از اسقف‌های غربی در آریمینوم (ریمینی) و یکی از اسقف‌های شرقی (که برای نیکومدیا برنامه‌ریزی شده بود اما در واقع در سلوکیه (ترکیه) برگزار می‌شد تا مناقشه آریان بر سر ماهیت الوهیت عیسی مسیح را حل کنند. که کلیسای قرن چهارم را تقسیم کرده بود.